# Карлайл Луер
Карлайл Август Луер (англ. Carlyle August Luer; 1922 — 2019) — американський ботанік, який спеціалізувався на орхідеях. Він був фахівцем з Pleurothallidinae (рід Pleurothallis та споріднені таксони).
Він народився в родині Карла та Віри Луер, виріс в Олтоні, штат Іллінойс, а згодом навчався у медичній школі у Вашингтонському університеті в Сент-Луїсі, який закінчив у 1946 році. Він став хірургом у Сарасоті, штат Флорида, а після виходу на пенсію в 1975 році зайнявся вивченням і ботанічною ілюстрацією орхідей.
Він допоміг у заснуванні Ботанічного саду Марі Селбі та був першим редактором їхнього наукового журналу Selbyana. Він був старшим куратором Ботанічного саду Міссурі та опублікував численні статті та дві книги, пов'язані з систематикою орхідей. Луер помер у віці 97 років 9 листопада 2019 року